# Xylophanes xylobotes
Xylophanes xylobotes är en fjärilsart som beskrevs av Hermann Burmeister 1878. Xylophanes xylobotes ingår i släktet Xylophanes och familjen svärmare. Inga underarter finns listade i Catalogue of Life.